# 江別市立江別第一小学校
江別市立江別第一小学校（えべつしりつえべつだいいちしょうがっこう）とは、北海道江別市緑町西にある市立の小学校である。2016年（平成28年）4月1日設立。

## 概要
江別第一小学校は、2016年（平成28年）に江別小学校と江別第三小学校を統合して設立された。
校章は、中央の4枚の花弁で、教育目標である「情（紫）」・「知（青）」・「意（桃）」・「体（緑）」を表している。星は、元気に学ぶ児童の姿をイメージしたものである。全体の形はクローバーをモチーフとし、児童の健やかな成長と幸せへの願いが込められている。児童の学校に対するイメージ「楽しい」・「仲良し」・「笑顔」を校章で表現するために、カラフルで明るい色が使用されている。

## 校区
江別第一小学校の校区は以下の通りである。
- 条丁目（1条1丁目-8条8丁目）
- 王子
- 萩ヶ岡
- 一番町
- 弥生町
- 緑町東
- 緑町西
- 若草町
- 元町
- 牧場町

## 教育目標等
2024年度（令和6年度）現在の教育目標等は以下の通りである。
- 夢をいだき　未来をひらく　江別第一小の子ども
  - 思いやりをもち　助け合う子（情）
  - すすんで学び　よく考える子（知）
  - ねばり強く　やりぬく子（意）
  - 心もからだも　たくましい子（体）

## 教育活動
特色のある教育活動として、以下のものが挙げられる。
小一貫教育の取組
- 乗り入れ授業の実施、中学校登校・部活動見学の実施
- 学習と生活の「スタンダード」の定着
- 義務教育９年間を見通した系統的な指導の充実

地域一体型・学校顔づくり事業
- 体験活動を生かした教育活動を充実し、豊かな心の育成を図る
- 登下校時の子どもを見守る活動の推進を通じ地域や家庭の関わりを深める
- 読書や文化活動に親しみ、豊かな心を育てる（PTA読み聞かせ・図書館サポーターの活動）
- 情報機器を活用する能力を高めるとともに、課題解決力や豊かな表現力を育てる
- 全校で取り組む挨拶運動
- JA・地元農家と連携したグリーンスクールの取組

## 児童数・学級数
| 学年   | 1年生 | 2年生 | 3年生 | 4年生 | 5年生 | 6年生 | 特別支援 | 計  |
| ------ | ----- | ----- | ----- | ----- | ----- | ----- | -------- | --- |
| 学級数 | 3     | 2     | 2     | 2     | 3     | 3     | 7        | 22  |
| 児童数 | 7     | 63    | 57    | 70    | 71    | 77    | 28       | 437 |

（2024年（令和6年）5月1日現在）

## 歴史

### 沿革
学校の沿革は以下の通りである。
- 2016年（平成28年）04月07日 - 開校式。江別小学校と江別第三小学校が閉校、統合され、江別第一小学校が開校。
- 2016年（平成28年）10月12日 - 新校舎使用開始。江別市立江別第一小学校・土佐市立宇佐小学校 姉妹校盟約調印。

## アクセス
江別第一小学校の所在地及びアクセスは以下の通りである。
所在地
- 郵便番号：067-0002
- 所在地：北海道江別市緑町西1丁目37

アクセス
- JR函館本線江別駅下車、本町通経由 徒歩12分

- 北海道中央バス 第1小学校前下車、徒歩2分

- 北海道中央バス 青年センター下車、徒歩2分